# 鬚棘吻魚
鬚棘吻魚（学名：Acanthaphritis barbata），又名鴨嘴鱚，为鴨嘴鱚科棘吻魚屬下的一个种。